# 99 and 44/100% Dead
99 and 44/100% Dead is een Amerikaanse actiefilm uit 1974 onder regie van John Frankenheimer. Destijds werd de film in Nederland uitgebracht onder de titel 99% dood.

## Verhaal
De bendeleiders Oom Frank en Big Eddie willen elk alle macht voor zichzelf en ze huren daarom moordenaars in om elkaar af te maken. De huurmoordenaar Harry Crown moet door een ontvoering van een van Franks meisjes Eddie gaan opzoeken.

## Rolverdeling
| Acteur           | Personage   |
| ---------------- | ----------- |
| Richard Harris   | Harry Crown |
| Edmond O'Brien   | Oom Frank   |
| Bradford Dillman | Big Eddie   |
| Ann Turkel       | Buffy       |
| Constance Ford   | Dolly       |
| Zooey Hall       | Tony        |
| Kathrine Baumann | Baby        |
| Janice Heiden    | Clara       |
| Max Kleven       | North       |
| Karl Lukas       | Bewaker     |
| Tony Brubaker    | Burt        |
| Jerry Summers    | Shoes       |
| Roy Jenson       | Jake        |